# Faro del peñón de Vélez de la Gomera
El faro del peñón de Vélez de la Gomera es un faro situado en el peñón de Vélez de la Gomera, una de las plazas de soberanía de España en la costa africana del mar de Alborán, a 260 kilómetros al oeste de Melilla y a 117 kilómetros de Ceuta. Se trata de un faro gestionado por la Autoridad Portuaria de Melilla.

## Historia
Su construcción se realizó en 1859 para sustituir la luz esporádica que se ubicaba en el fuerte Santiaguino.  En realidad, según lo publicado por la Memoria anual del Puerto de Melilla de 2011, en 1859 la comisión de Faros aprobó el tipo de luz que se pondría en el Peñón de Vélez de la Gomera, una luz de 4º orden sin especificar su apariencia.
En 1881 el Ministerio de Fomento, a través de la Jefatura de Obras Públicas de Cádiz realiza una serie de estudios para ubicar faros en Melilla, Chafarinas, Peñón de Alhucemas, Peñón de Vélez de la Gomera e, incluso, el cabo Tres Forcas aunque esta última plaza se encontraba en territorio Marroquí. Se realizó un proyecto conjunto para todos estos faros ya que se pensó que una sola compañía de construcción abarataría los costes de trasporte de los materiales desde Málaga.
Tras varias modificaciones el proyecto definitivo fue aprobado el 8/01/1895. El proyecto fue redactado por el ingeniero de la jefatura de Cádiz, José C. Rosende, y se presupuestó en  98.193 pesetas y 33 céntimos.
El Faro se inaugura el 21 de julio de 1899 como faro de 6º orden. El cambio de tipo de orden se aprobó por Real Orden el 14/05/1898.  
En 1910 se aprueba un proyecto para la modernización del faro, cambió de destellos de luz roja a blanca.
Entre 1919 y 1927 el faro y el peñón fueron constantemente asediados por los rifeños. En 1923 se publicó que los rifeños hicieron fuego de cañón y fusil contra el Faro, algunos proyectiles entraron en la vivienda del farero, José Torreblanca Fernández a quien se indemnizó con 3000 pesetas.
En 1938, en plena Guerra Civil Española, el territorio está bajo el dominio de los sublevados y estos establecen que el faro del Peñón de la Gomera pase a depender de la Autoridad Portuaria de Melilla, situación que se mantiene en la actualidad.
En 1984 se aprueba el proyecto para electrificar los faros de Chafarinas, Alborán y Peñón de Vélez de la Gomera, hasta este momento han funcionado con gas acetileno. Se instalaron lámparas de 50 w/24 v con destelladores, cambiadores, reguladores, contadores, paneles y demás aparatos junto a las correspondientes baterías y se aprovecharon las linternas y ópticas que ya existían. 

## Planos

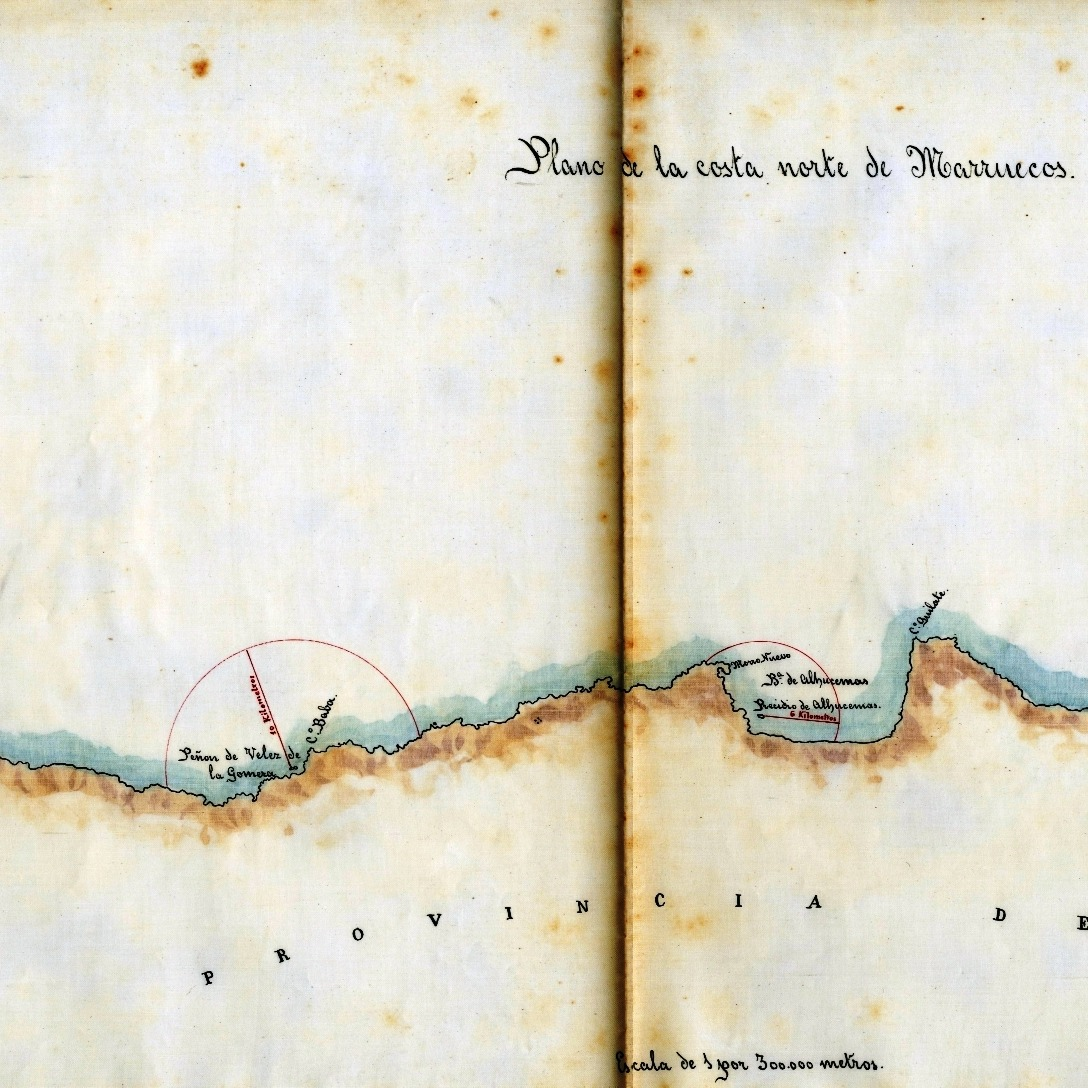
Mapa con la ubicación del faro en la costa africana

Los planos del faro y un dibujo con la ubicación en la costa Africana se encuentran en el Archivo histórico de la provincia de Cádiz. En el fondo de la delegación de Obras Públicas

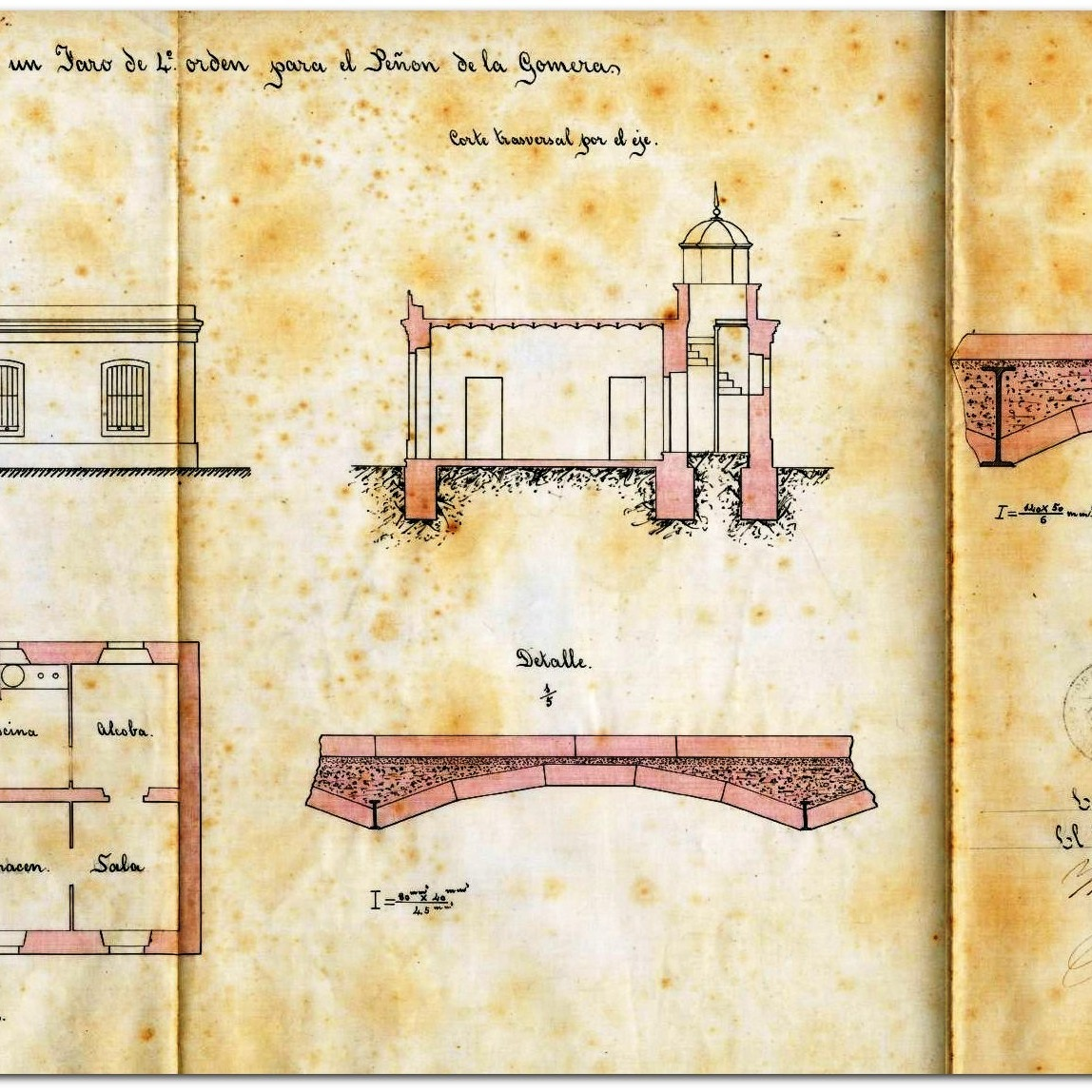
Corte transversal y detalle

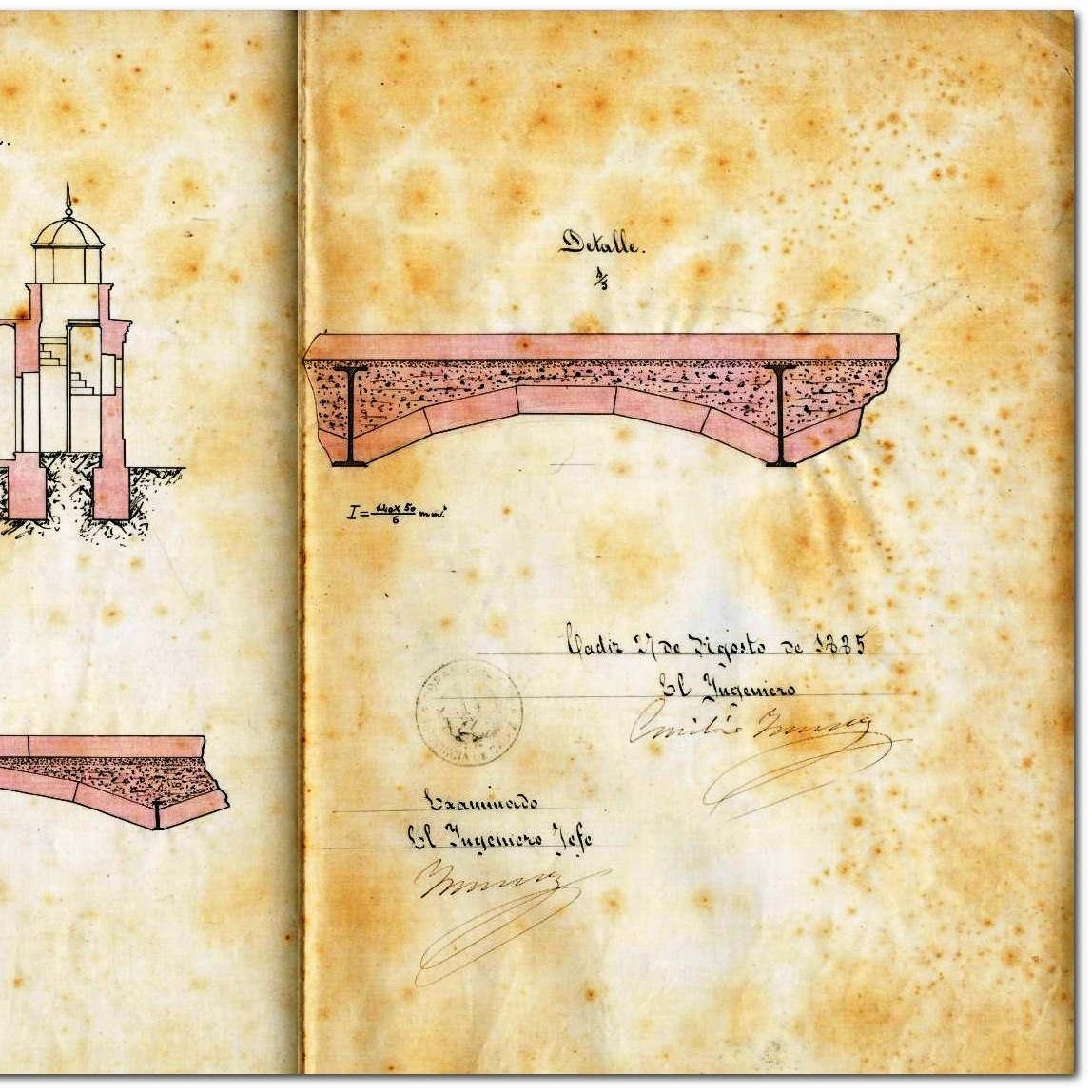
Detalle

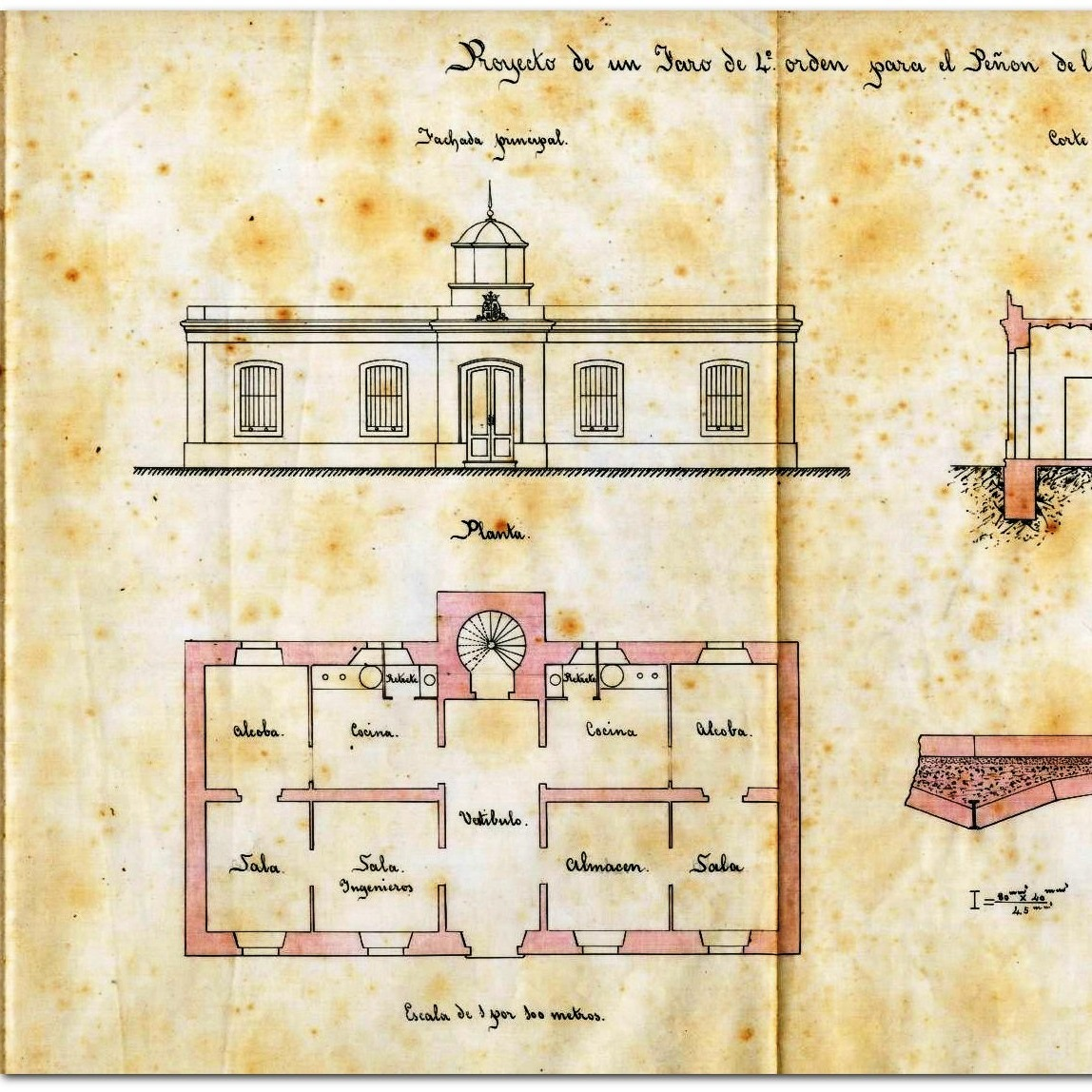
Fachada y planta